# Gibraleón
Gibraleón là một thị xã và đô thị ở tỉnh Huelva, Tây Ban Nha. Theo điều tra dân số năm 2005, đô thị này có dân số 11.202 người. Ứơc tính dân số năm 2007 là 11.794 người. Thị xã này có diện tích 328 km² và mật độ dân số 34,2 người/km². Tọa độ địa lý là 37º 22' độ vĩ bắc, 6º 58' độ kinh đông. Thị xã này nằm trên độ cao 26m và cách tỉnh lỵ Huelva 14 km.